# Булверди (Тексас)
Булверди (енгл. Bulverde) град је у америчкој савезној држави Тексас. По попису становништва из 2010. у њему је живело 4.630 становника.

## Демографија
Према попису становништва из 2010. у граду је живело 4.630 становника, што је 869 (23,1%) становника више него 2000. године.
| Група             | 2000.         | 2010.         |
| Белци             | 3.279 (87,2%) | 3.658 (79,0%) |
| Афроамериканци    | 12 (0,3%)     | 34 (0,7%)     |
| Азијати           | 19 (0,5%)     | 28 (0,6%)     |
| Хиспаноамериканци | 412 (11,0%)   | 841 (18,2%)   |
| Укупно            | 3.761         | 4.630         |